# Alvin i els esquirols 3
 Alvin i els esquirols 3  (original: Alvin and the Chipmunks: Chipwrecked) és una pel·lícula estatunidenca per a nens de Mike Mitchell estrenada el 2011 i doblada al català.

## Argument
Els Chipmunks i les Chipettes marxen amb un creuer amb Dave per conèixer millor. Volent aprofitar la migdiada de Dave, Alvin porta tota la banda a una illa deserta, però aviat descobriran que no està tan deserta com sembla.

## Música
Banda sonora de la pel·lícula
| 1.  | «Party Rock Anthem»                                   | Peter Schroeder, Davide Jamahl Listenbee, Stefan Gordy, Skyler Gordy | The Chipmunks & The Chipettes                                                                     | 4:14 |
| 2.  | «Bad Romance»                                         | Nadir Khayat, Stefani Germanotta | The Chipmunks & The Chipettes                                                                     | 4:27 |
| 3.  | «Trouble»                                             | Alecia Moore, Tim Armstrong | The Chipmunks & The Chipettes                                                                     | 3:08 |
| 4.  | «Whip My Hair»                                        | Ronald Jackson, Janae Ratliff | The Chipettes                                                                                     | 2:31 |
| 5.  | «Vacation»                                            | Charlotte Caffey, Kathy Valentine, Jane M. Wiedlin | The Chipmunks & The Chipettes (BASKO                                                              | 2:59 |
| 6.  | «We Have Arrived (*)»                                 | Ali Theodore, Michael Klein, Rachel Rickert, Julian Davis | RAE (featuring Classic)                                                                           | 3:22 |
| 7.  | «Say Hey»                                             | Michael Franti, Carl Rogers Young | The Chipmunks & The Chipettes (featuring Nomadik)                                                 | 3:01 |
| 8.  | «Real Wild Child»                                     | Johnny O'Keefe, Johnny Greenan, Dave Owens | The Chipmunks & The Chipettes (featuring Nomadik)                                                 | 2:43 |
| 9.  | «SOS (Rihanna song)»                                  | Jonathan Rotem, Evan "Kidd" Bogart, Ed Cobb | The Chipettes                                                                                     | 2:52 |
| 10. | «We No Speak Americano / Conga»                       | Nicola Selerno, Renato Carosone, Enrique Garcia | The Chipettes (featuring Barnetta DaFonseca)                                                      | 2:38 |
| 11. | «Survivor»                                            | Beyoncé Knowles, Anthony Dent, Matthew Knowles | The Chipettes - Les notes de crèdit mencionen "The Chipettes" NO "The Chipmunks & The Chipettes". | 3:59 |
| 12. | «Born This Way / Ain't No Stoppin' Us Now / Firework» | Stefani Germanotta, Fernando Garibay, Paul Blair, Jeppe Laursen, Gene McFadden, John Whitehead, Jerry Cohen, Esther Dean, Mikkel Eriksen, Tom Hermansen, Katy Perry, Sandy Julien Wilhelm | The Chipmunks & The Chipettes                                                                     | 2:47 |

## Crítica
- "Sorprenentment similar a Film Socialisme de Jean Luc Godard (...) No ha d'haver estat fàcil per a Jason Lee ('Gairebé Famosos') mantenir-se impertèrrit mentre es deia: No 'ho faig pels diners' "[3]
- "Una pel·lícula sense inspiració i oblidable al moment, però funciona per als seus propis estàndards: una distracció de 87 minuts, per a una tarda de pluja, que probablement farà un zilló de dòlars"[4]
- "Bé... almenys no és en 3-D"[5]

## Repartiment
| Actor               | Personatge       | Doblatge al català    |
| ------------------- | ---------------- | --------------------- |
| Justin Long         | Alvin Seville    | Roger Isasi-Isasmendi |
| Matthew Gray Gubler | Simon Seville    | Ivan Labanda          |
| Jesse McCartney     | Theodore Seville | Marcel Navarro        |
| Anna Faris          | Jeanette Miller  | Cristina Mauri        |
| Christina Applegate | Brittany Miller  | Meritxell Ané         |
| Amy Poehler         | Eleonore Miller  | Geni Rey              |
| Jason Lee           | Dave Seville     | Daniel Albiac         |
| David Cross         | Ian Hawke        | Carles Di Blasi       |
| Jenny Slate         | Zoe              | Mar Nicolás           |
| Andy Buckley        | Capità Correlli  | Joan Carles Gustems   |
| Alan Tudyk          | Simone           |                       |
| Tucker Albrizzi     |                  | Harrison              |
| Luisa D'Oliveira    | Tessa            |                       |